# Chasmatophyllum
Chasmatophyllum is een geslacht uit de ijskruidfamilie (Aizoaceae). De soorten uit het geslacht komen voor in Zuid-Afrika.

## Soorten
- Chasmatophyllum braunsii Schwantes
- Chasmatophyllum maninum L.Bolus
- Chasmatophyllum musculinum (Haw.) Dinter & Schwantes
- Chasmatophyllum nelii Schwantes
- Chasmatophyllum rouxii L.Bolus
- Chasmatophyllum stanleyi (L.Bolus) H.E.K.Hartmann
- Chasmatophyllum willowmorense (L.Bolus) L.Bolus

... · 
Antimima · 
Argyroderma · 
Carpobrotus · 
Disphyma · 
Dorotheanthus · 
Gibbaeum · 
Lapidaria · 
Lithops · 
Mesembryanthemum · 
Sceletium · 
Tetragonia · 
...